# پاتریک خوبری
پاتریک خوبری (سوئدی: Patrik Sjöberg؛ تلفظ سوئدی: [ˈpɑ:trɪk ²ɧø:bærj]؛ زادهٔ ۵ ژانویهٔ ۱۹۶۵) ورزشکار دو و میدانی پرش ارتفاع اهل سوئد f,n.